# Kathrine Narducci
Kathrine Narducci (East Harlem, Nueva York; 12 de agosto de 1965) es una actriz estadounidense, mayormente conocida por interpretar a Charmaine Bucco, la esposa de Artie Bucco, en la serie de HBO Los Soprano. Además de su papel en Los Soprano, ha participado en películas como A Bronx Tale, Two Family House, y algunas participaciones como invitada en shows de televisión como Law & Order, NYPD Blue y Third Watch.
Es de ascendencia italiana por ambos lados de su familia. Su carrera surgió inesperadamente en 1992 cuando llevó al mayor de sus dos hijos al casting de A Bronx Tale de Chazz Palminteri. Katherine aprovechó el momento e hizo la prueba para la película. Sin haber tenido entrenamiento formal como actriz, consiguió un papel como la esposa del personaje interpretado por Robert De Niro.
En 2020 interpretó el papel de Rosie Capone en la cinta Capone junto a Tom Hardy.